# Epinotia johnsonana
Epinotia johnsonana es una especie de polilla tortrix perteneciente al género Epinotia, categorizada en la tribu Eucosmini, de la subfamilia Olethreutinae. Fue descrita por Kearfott en 1907.
La especie es válida y aceptada y aparece registrada en una sección de la publicación Transactions of the American Entomological Society 33, 36. de 1907. El huésped larvario es Holodiscus discolor.
Cuenta con una envergadura de 14-15 mm. La longitud del ala anterior es de 6-8 mm.

## Distribución
Se distribuye por América del Norte, en los Estados Unidos y Canadá, específicamente desde California hasta Colorado y Columbia Británica. Se cree que existen más de 80 especies a lo largo de todo el territorio de Norteamérica.